# Margarita de Luxemburgo
Margarita de Luxemburgo (en húngaro: Luxemburgi Margit; en alemán:Margarethe von Luxemburg; 24 de mayo de 1335-7 de septiembre de 1349) fue condesa de Luxemburgo y reina consorte de Hungría por su matrimonio con Luis I «el Grande» de Hungría.

## Biografía
Margarita nació el 24 de mayo de 1335 en la ciudad de Praga como hija del Margrave Carlos de Luxemburgo (el posterior emperador Carlos IV del Sacro Imperio), y de su primera esposa Blanca Margarita de Valois. El 1 de marzo de 1338 se firmó un tratado entre el rey Carlos I Roberto de Hungría y el margrave Carlos de Luxemburgo, donde se fijaba la sucesión hereditaria de Polonia y se comprometían en matrimonio sus dos hijos, Margarita de Luxemburgo y Luis. En ese mismo año Margarita fue llevada a la corte húngara en Visegrado, donde vivirá por más de una década. En 1342 Luis fue coronado rey tras la muerte de su padre Carlos Roberto, y el matrimonio entre Margarita y el nuevo monarca húngaro se celebró finalmente en 1345. Sin embargo, la joven murió por la peste en 1349. No nacieron hijos de esta unión y el lugar de entierro de Margarita es incierto, probablemente sus restos mortales fueron llevados a la basílica de Székesfehérvár.
Varios años después, Luis tomó una segunda esposa el 20 de junio de 1353, Isabel de Bosnia, hija del ban de Bosnia Esteban Kotromanić.
| Predecesor: Isabel Łokietek | Reina consorte de Hungría 1345-1349 | Sucesor: Isabel de Bosnia |